# 포화공격
포화 공격(Saturation Attack)은 공격 측이 방어 측의 기술적, 물리적, 정신적 대응 능력을 압도하여 우위를 점하려는 스와밍 전술이다. 냉전 기간과 그 이후, 해상 및 지상 목표물에 대한 재래식 포화 미사일 공격은 매우 두려운 사태였다.

## 이론적 계산
대함 미사일 설계를 이론적인 예로 들면, 100% 확률로 목표물을 통과하여 파괴할 미사일을 만드는 것을 목표로 시작할 수 있다. 그러나 상대방이 충분한 시간이 주어지면 대응책을 개발할 것이라는 점도 이해되며, 이는 미사일이 나중에는 더 이상 100% 효과적이지 않게 될 것임을 의미한다. 따라서 아무리 잘 설계된 미사일이라도 100% 미만으로만 효과적일 것이라는 점을 감안할 때, 예를 들어 70% 또는 심지어 50%의 확률로 목표물에 도달할 미사일을 개발하는 것이 더 실용적이고 비용 효율적이다.
개별적으로 발사된 미사일은 목표물에 도달할 확률이 50%에 불과하지만, 두 발의 미사일을 일제히 발사하면 적어도 한 발의 미사일이 통과할 확률은 75%가 되고, 세 발의 미사일로는 87.5% 등이 된다. 적어도 한 발의 미사일이 목표물에 도달할 확률은 발사되는 미사일마다 확실성에 가까워진다. 각 미사일에 목표물을 파괴할 수 있는 탄두가 있다면, 목표 군함과 대응책은 개별 미사일을 무시할 수 없다. 따라서 SAM과 CIWS 자원이 목표물을 방어하는 데 사용되어야 할 것이다. 목표물의 방어 능력을 더욱 과부하시키기 위해, 공격자는 여러 방향에서 다른 유도 옵션을 사용하여 여러 미사일을 발사할 수 있다.
포화 미사일 공격 개념의 주요 지지자는 소련과 그 위성국들이었다. 예를 들어 코마르급 미사일정은 단일 NATO 구축함을 파괴하는 데 12발의 P-15 테르미트 미사일이 필요할 것이라는 계산을 바탕으로 설계 및 운용되었다. 영국 구축함이 단 4발의 대함 미사일만 장착하고 있던 시기에, 소련 함정들은 최대 20발의 대함 미사일을 싣고 항해했으며, 심지어 구축함도 8발의 대형 미사일을 운용했다. NATO 동맹국들이 개별적으로 더 작고 가벼운 미사일 경로를 따랐기 때문에, NATO 군함은 대형 컨테이너/발사관 하우징에 여러 미사일을 장착한 소련 함정들에 비해 무장력이 부족해 보였다.

## 폭격기 스트림
폭격기 스트림은 제2차 세계 대전 중 RAF가 독일 방공망을 압도하기 위해 개척한 전술이다. 이 전술은 독일이 요격 출격을 할 수 있는 양보다 더 많은 수의 폭격기를 방어 구역을 통해 경로 지정하는 것에 의존했다. 폭격기가 손실될 것은 확실했지만, 방어 전투기가 모든 폭격기를 파괴하고 폭격기가 목표를 달성하는 것을 막는 것은 불가능했다.
냉전 기간 동안 영국과 미국 방공망은 대규모 소련 폭격기 스트림을 저지하는 것을 목표로 삼았으며, 이로 인해 미국은 핵탄두를 장착한 나이키 미사일을 배치했고, 나중에는 영국이 충분한 전투기를 확보하기 위해 훈련기를 요격기로 장비했다.

## 대응
냉전 기간 동안 미국 해군 항공모함은 소련 해군 항공대의 포화 공격의 주요 목표였다. 이에 대응하여 미국은 소련 미사일 항공기가 미사일을 발사하기 전에 파괴하려는 교리를 채택했다. 이는 더글러스 F6D 미사일러로 이어졌고, 노스럽 그러먼 E-2 호크아이와 그루먼 F-14 톰캣/AIM-54 피닉스 조합을 탄생시켰다.
해전에서 수상 전투함에 스텔스 기술이 통합되고, 수직발사장치의 일반적인 채택, 여러 목표물을 동시에 스캔, 추적, 교전할 수 있는 현대식 레이더 시스템, 그리고 발사 후 망각 방식의 근접 방어 미사일은 미숙한 대함 미사일에 의한 포화 공격의 효용성을 감소시켰다.

## 같이 보기
- 인해전술